# Seulline
Seulline é uma comuna francesa na região administrativa da Normandia, no departamento de Calvados. Estende-se por uma área de 31,67 km². Em 2010 a comuna tinha 1 356 habitantes (densidade: 42,8 hab./km²).
A municipalidade foi estabelecida em 1 de janeiro de 2016 e consiste na fusão das antigas comunas de Saint-Georges-d'Aunay e Coulvain. Em 1 de janeiro de 2017 a comuna de La Bigne foi fundida com Seulline.